# Fissilicreagris macilenta
Fissilicreagris macilenta es una especie de arácnido del orden Pseudoscorpionida de la familia Neobisiidae.

## Distribución geográfica
Se encuentra en California (Estados Unidos).